# 纜索延曆寺站
纜索延曆寺站（日语：／ Keburu Enryakuji eki */?）是位於滋賀縣大津市坂本本町，屬於比叡山鐵道線（坂本纜車）的車站。此站相當於坂本纜車的山上站，其站房自1927年啟用時便使用至今，並於1997年登錄為國家登錄有形文化財。

## 車站構造
此站是地面車站，路軌左右兩邊均設有月台，當車站繁忙時候，列車會開啟兩邊車門使乘客可使用兩邊的車門下車。月台呈梯級狀。在2007年，路軌上的架空電纜已經撤走，同時月台部分位置設置了讓車輛充電專用的橙色剛性架空電纜。在月台上設有自車站啟用來已經存在的上蓋。
本站的站房建於在1925年（大正14年），為一座兩層高西式鋼筋混凝土建築物。1樓是售票處、候車室、運輸室和乘務員室。2樓曾經是貴賓室，現時變成畫廊並公開開放，從該處可觀看外邊景色。廁所位於車站外邊北方。

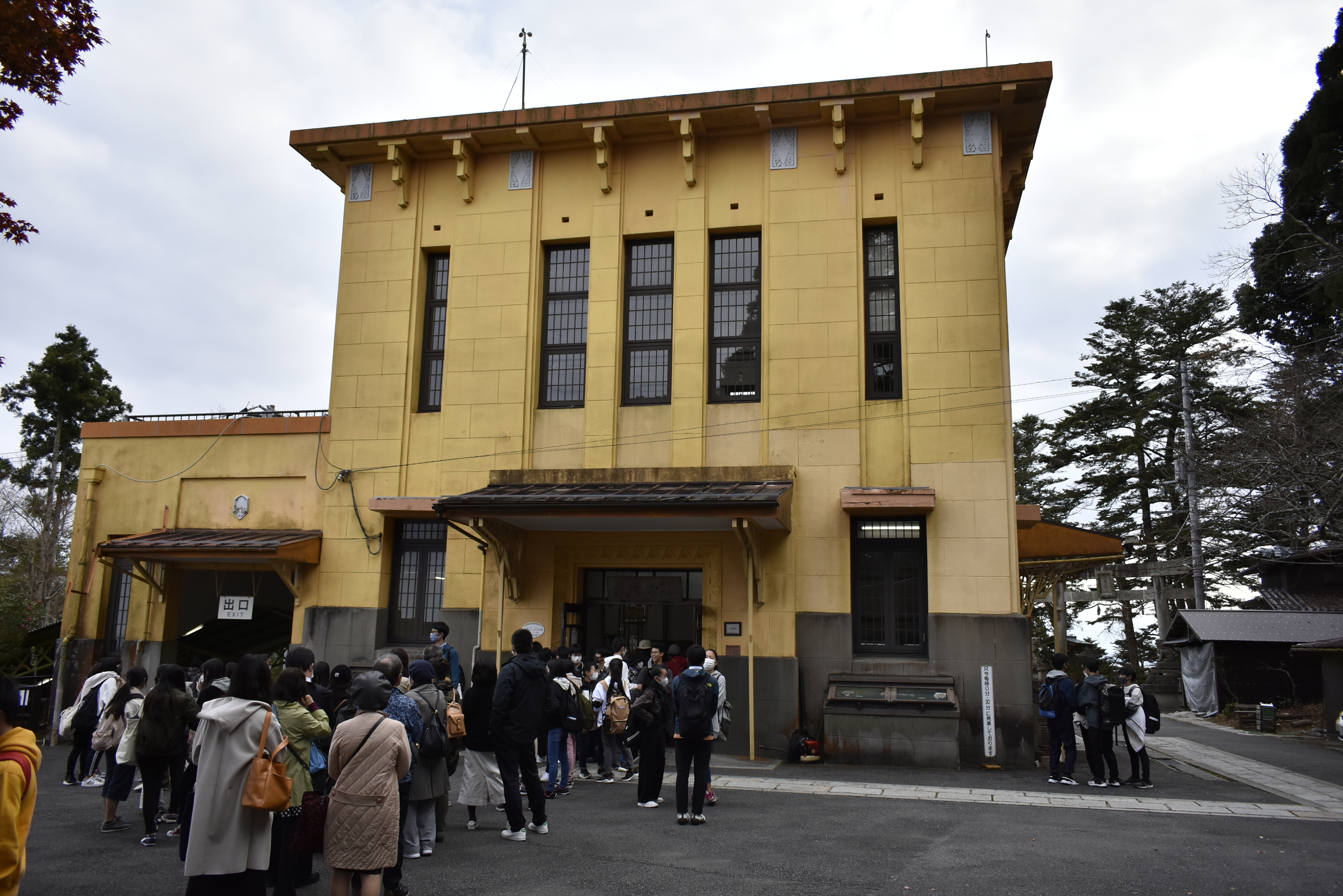
車站正面（2020年11月）
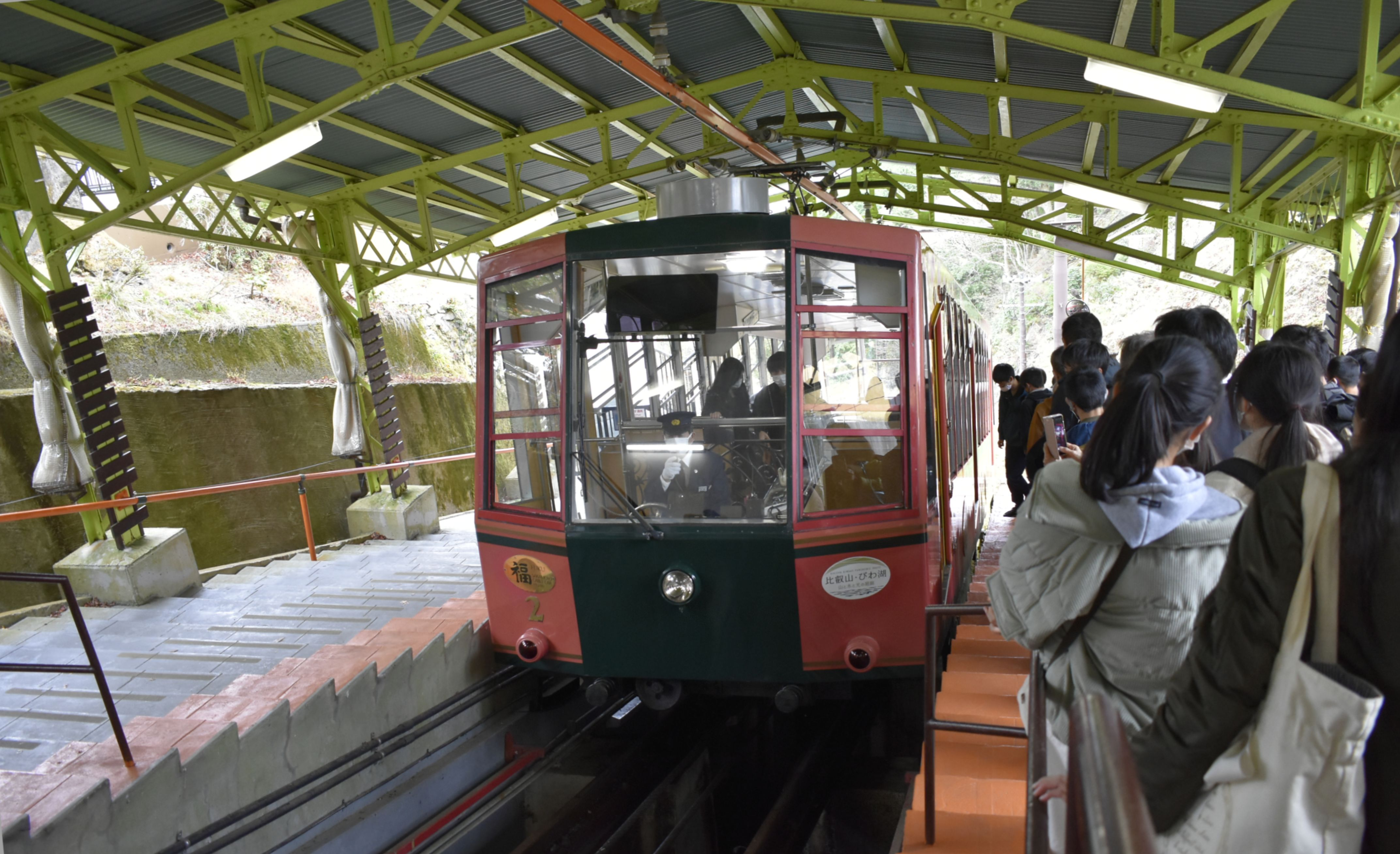
月台和2號「福」號（2020年11月）
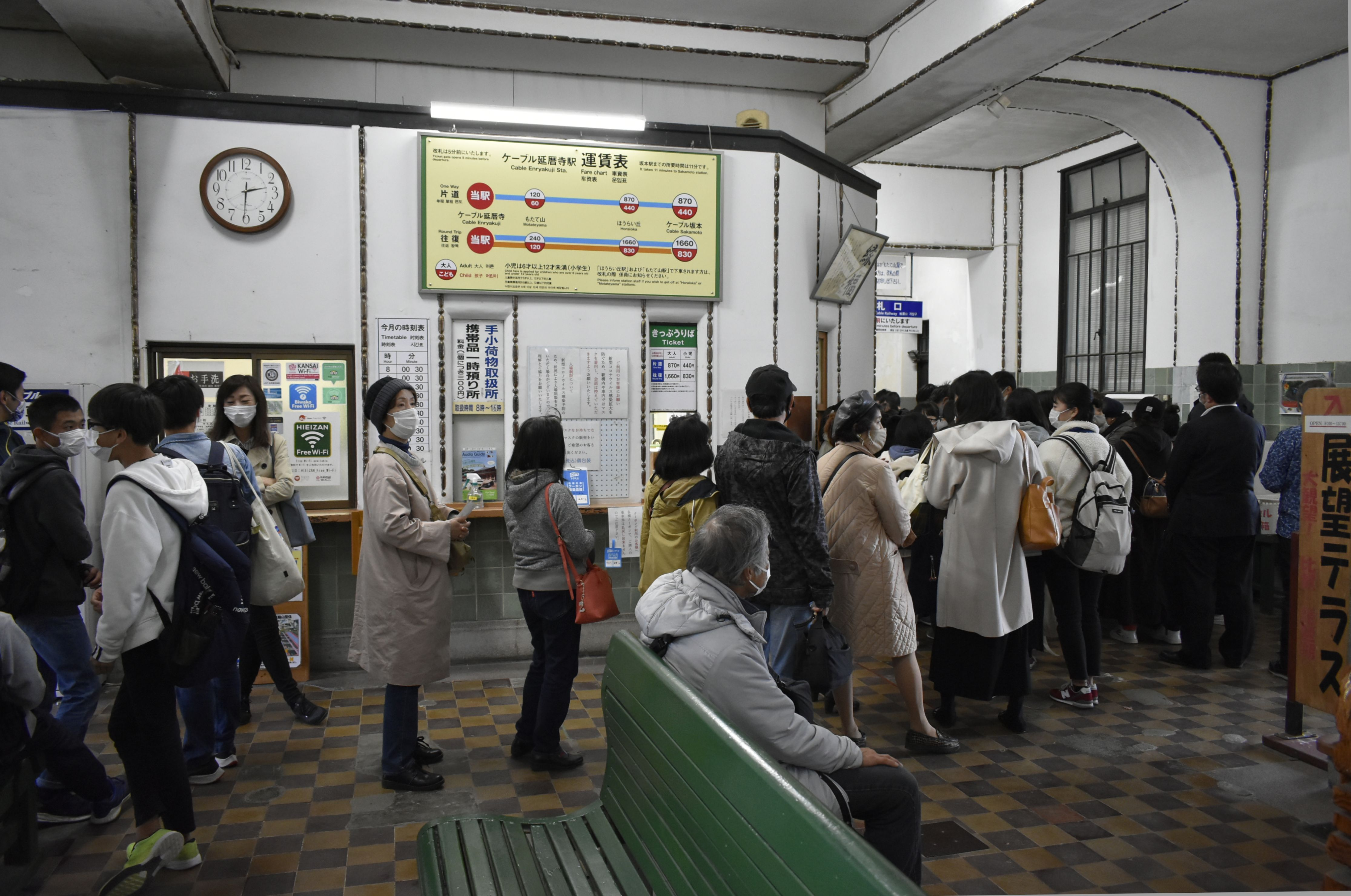
驗票口（2020年11月）
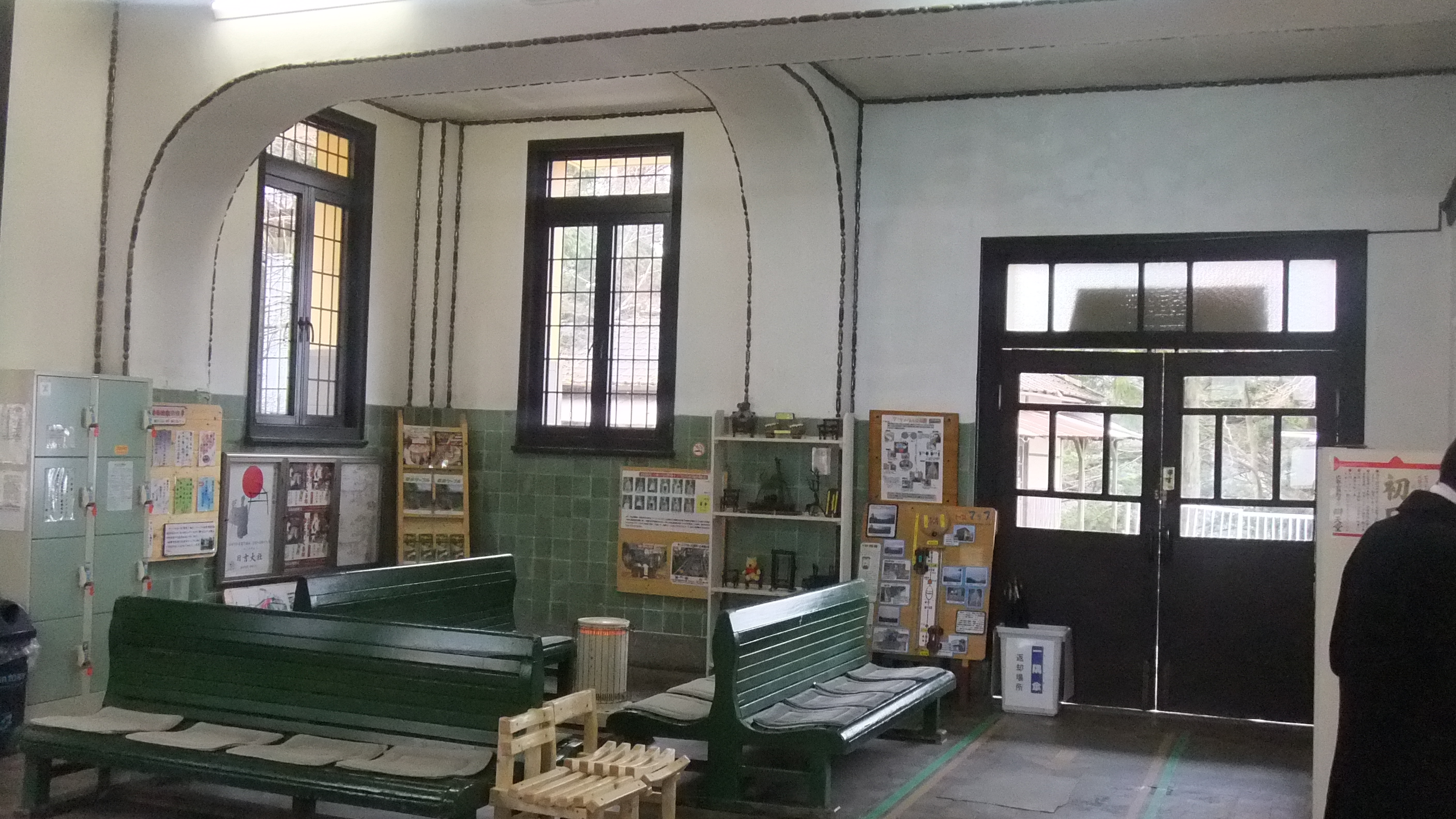
車站內部（2010年12月）
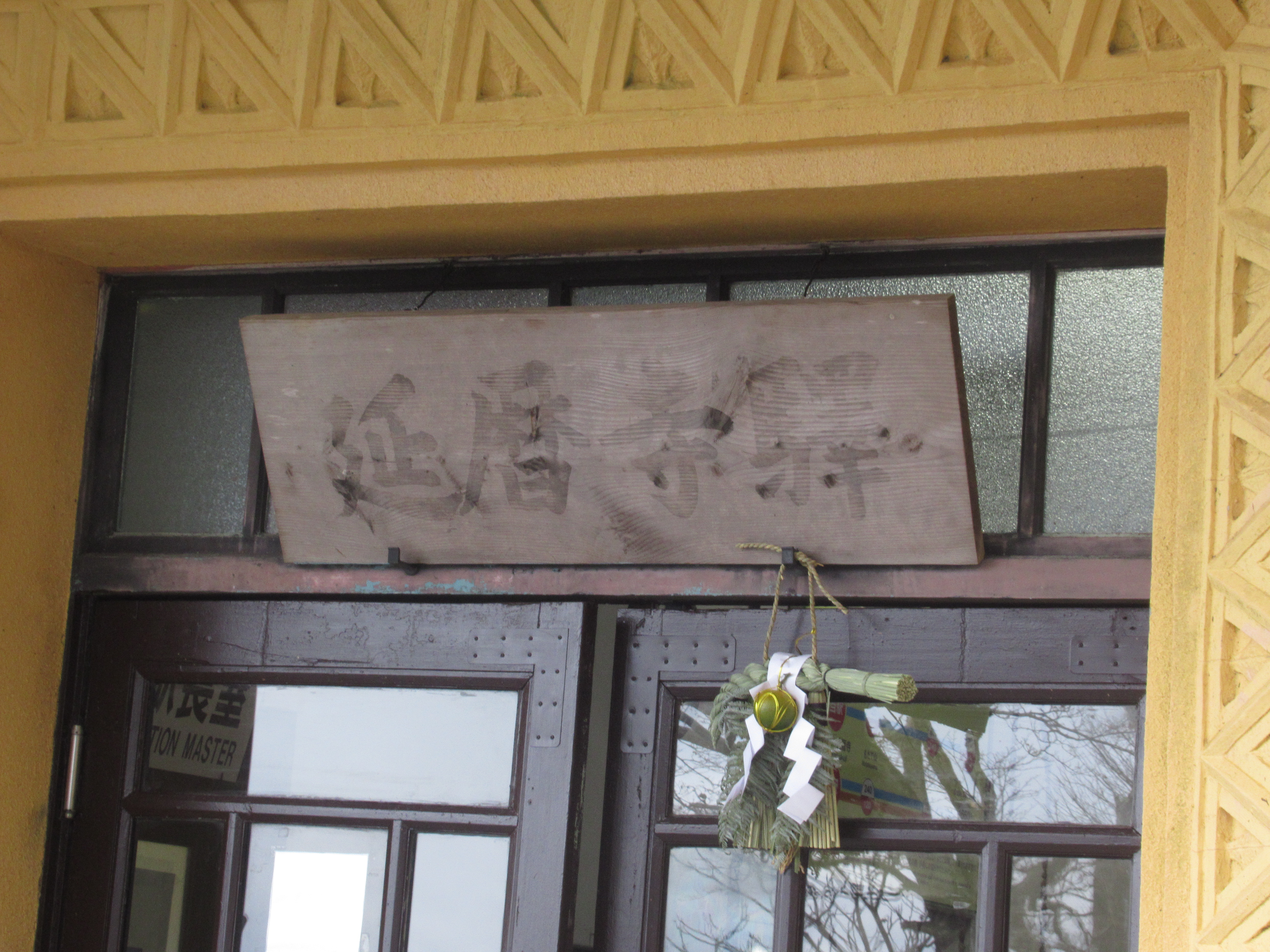
車站入口與站名牌（2019年12月）

## 車站周邊
- 延曆寺 - 從車站向北方前進，經過平坦的道路步行10分鐘後到達東塔地區。向南步行10分鐘可到達千日回峰行的「堂入」，以及無動寺（日语：無動寺 (大津市)）明王堂。
- 比叡山

## 巴士路線
| 乘車處             | 乘車處           | 系統                              | 主要途經                   | 方向              | 巴士公司          | 備註             |
| ------------------ | ---------------- | --------------------------------- | -------------------------- | ----------------- | ----------------- | ---------------- |
| 東塔（坂本纜車口） |                  | 比叡山內穿梭巴士                  | 延曆寺巴士中心、西塔、峰道 | 橫川              | 京阪巴士          | 冬季暫停服務     |
| 東塔（坂本纜車口） | 比叡山內穿梭巴士 |                                   | 比叡山頂                   | 京阪巴士          | 冬季暫停服務      |                  |
| 東塔（坂本纜車口） |                  | 比叡山Drive巴士                   |                            | 比叡山頂          | 京阪巴士 京都巴士 | 冬季只於平日服務 |
| 東塔（坂本纜車口） | 比叡山Drive巴士  | L'Hotel比叡、京阪出町柳、三条京阪 | 京都站                     | 京阪巴士 京都巴士 | 冬季只於平日服務  |                  |

## 歷史
- 1927年（昭和2年）3月15日 - 叡山中堂站（日语：／）啟用[3]。
- 1945年（昭和20年）3月19日 - 車站暫停服務[3]。
- 1946年（昭和21年）8月7日 - 車站重開[3]。
- 1974年（昭和49年）1月15日 - 車站改名為纜索延曆寺站[3]。
- 1997年（平成9年）7月15日 - 車站大樓登錄為國家登錄有形文化財。
- 2001年（平成13年） - 選定為近畿車站百選[1]。

## 相鄰車站
比叡山鐵道
比叡山鐵道（坂本纜車）
裳立山－纜索延曆寺
（除非事前通知，否則列車通常直達前往纜索坂本站）

## 注腳
1. 1 2 3  . 比叡山鉄道.   [2016-02-20]. （原始内容存档于2021-10-27） （日语）.
2. ↑   (pdf). 比叡山鉄道.   [2016-02-20]. （原始内容存档 (PDF)于2016-02-25） （日语）.
3. 1 2 3 4  今尾惠介（監修）.  9 関西2. 新潮社. 2009: 33. ISBN 978-4-10-790027-2 （日语）.

## 外部連結
- - 線上文化遺產（文化廳） （日語）